# Eucalyptus burdettiana
Eucalyptus burdettiana är en myrtenväxtart som beskrevs av William Faris Blakely och Steedman. Eucalyptus burdettiana ingår i släktet Eucalyptus och familjen myrtenväxter. Inga underarter finns listade i Catalogue of Life.